# 피부과

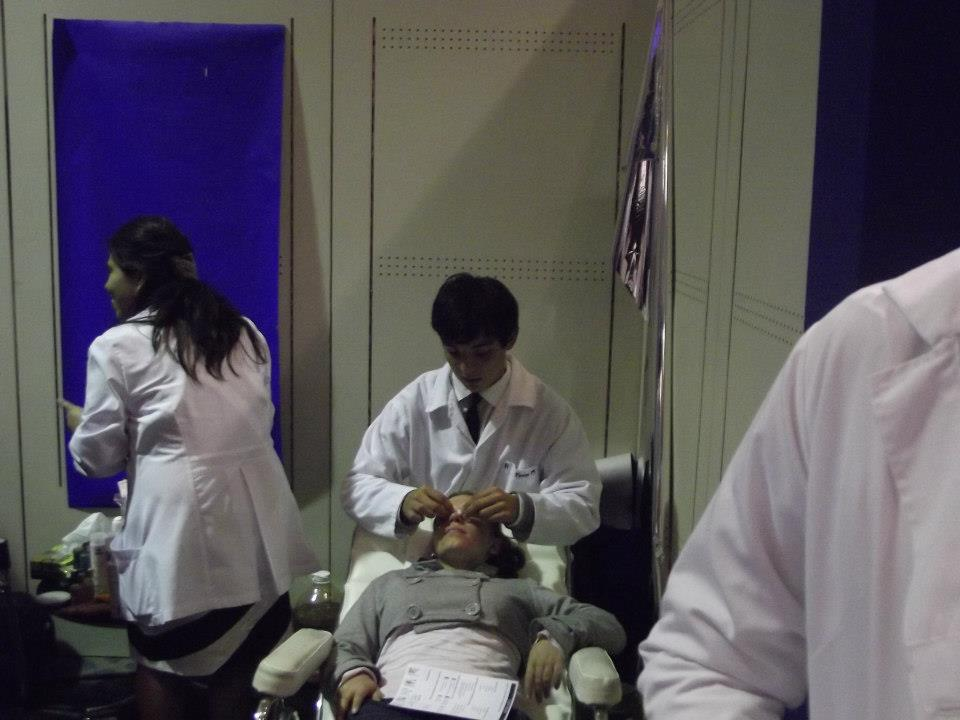
피부과 치료 모습

피부과(皮膚科, 영어: dermatology)는 피부 및 피부 부속기의 질병에 대해 연구, 진료하는 의학 분야이다. 대한민국에서는 피부에 관한 질병뿐만 아니라 정상 피부의 아름다움을 추구하는 분야에 대해서도 발전되어있다.

## 역사
1708년에 최초의 훌륭한 피부과 학교가 파리의 유명한 생루이 병원에서 실현되었고, 최초의 교과서(Willan's, 1798~1808)와 지도책(Alibert's, 1806~1816)이 거의 같은 시기에 출판되었다.

## 치료법
- 필러 (보충재)
- 레이저 수술
- 광역동 치료
- 광선 치료
- 지방흡입술
- 방사선 치료
- 백반증 치료

## 같이 보기
- 피부 질환
- 흉터
- 켈로이드